# Seti II
Seti II (sau Sethos II) a fost al cincilea conducător al dinastiei a XIX-a a Egiptului și a domnit din circa 1200 î.Hr. până în 1194 î.Hr. Numele său de tron era Userkheperure Setepenre care înseamnă „puternice sunt manifestările lui Re, cel ales de Re”. El a fost fiul lui Merneptah și Isetnofret II și se așeză pe scaunul de domnie în timpul unei perioade cunoscute pentru intrigile dinastice și domniilor scurte, iar domnia sa nu a fost diferită. Seti al II-lea a avut de a face cu mai multe conspirații grave, cel mai semnificativ fiind aderarea unui rege rival numit Amenmesse, eventual, un frate vitreg, care a preluat controlul asupra Tebei și Nubiei, în Egiptul de Sus, în timpul celui de al doilea până la cel de al patrulea an de domnie.

## Cursa pentru tron

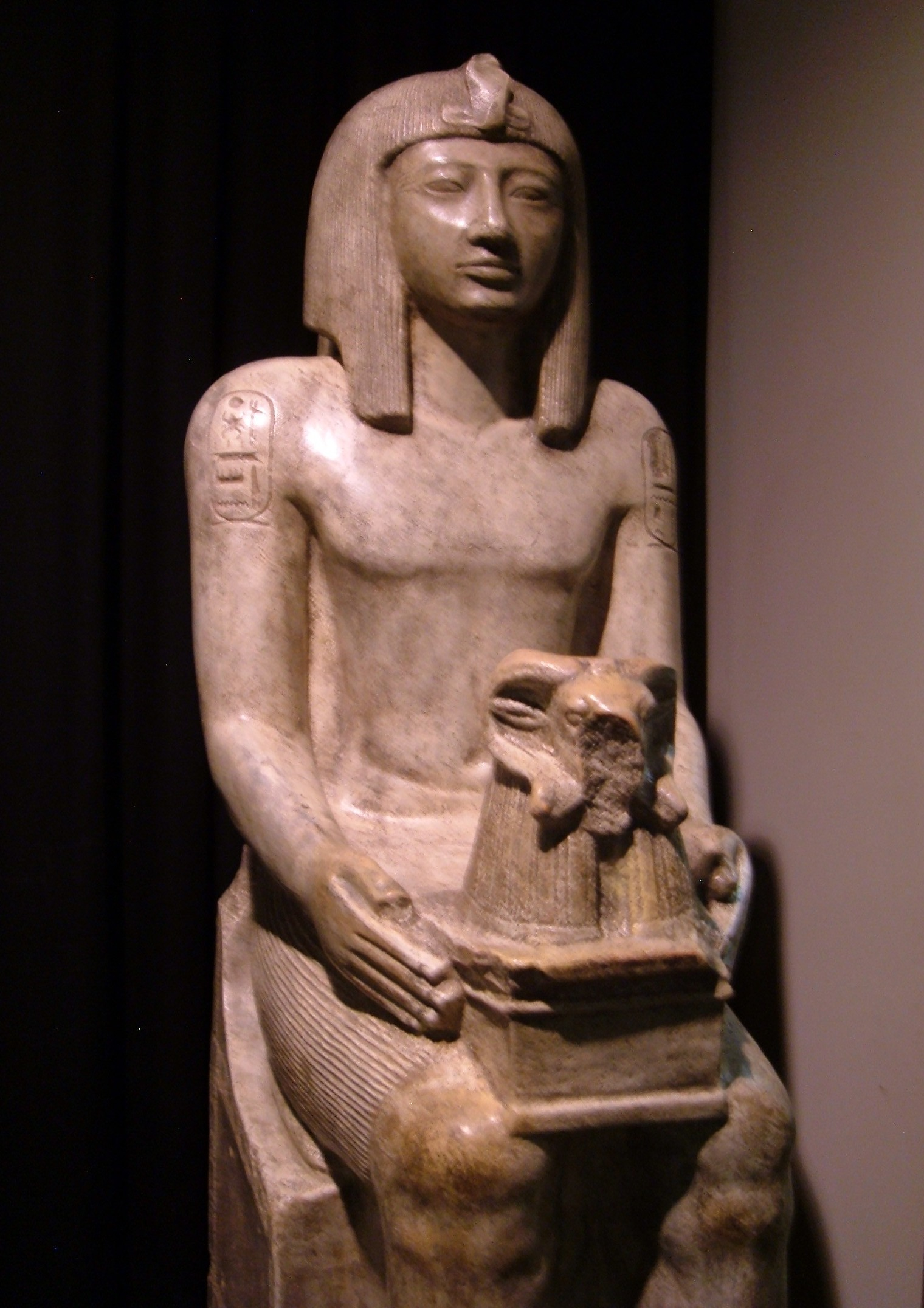
Replică a unei statuete a lui Seti II ținând în mâini un altar închinat lui Amun.

Dovada că Amenmesse a fost un contemporan direct cu Seti al II-lea , include faptul că mormântul regal din Teba, KV13, a fost în mod deliberat vandalizat iar din multele nume regale, Seti fiind șters cu grijă, în timpul domniei lui Amenmesse. Acele ștersături au fost ulterior reparate de către agenții lui Seti al II-lea. Acest lucru sugerează că domnia lui Seti II la Teba a fost întreruptă de apariția unui rival: faraonul Amenmesse în Egiptul de Sus.
În cele din urmă, și cel mai important, este bine cunoscut faptul că maistrul șef din Deir el-Medina, un anumit Neferhotep, a fost ucis în timpul domniei faraonului Amenmesse la ordinele unui anumit „Msy”, care a fost fie Amenmesse însuși sau unul din agenții săi, în conformitate cu Papyrus Salt 124.